# Безрукавников, Роман Владимирович
Роман Безрукавников (род. 1973, Москва, РСФСР) — американский математик. Профессор математики Массачусетского технологического института и главный научный сотрудник Международной лаборатории теории представлений и математической физики НИУ ВШЭ, специализирующийся на теории представлений и алгебраической геометрии.
В 1990 году окончил математический класс московской 57 школы, а в 1994 году получил степень магистра в Университете Брандейса. Получил степень доктора философии по математике в Тель-Авивском университете в 1998 году под руководством Джозефа Н. Бернштейна.
Безрукавников был приглашенным научным сотрудником Института перспективных исследований в 1996—1998 и 2007—2008 годах. Он был инструктором Диксона в Чикагском университете в 1999—2001 годах. В 2001 году получил исследовательскую стипендию университета Клэя, а в 2004 году выиграл исследовательскую стипендию Слоана от Фонда Альфреда П. Слоана.
Был удостоен стипендии Саймонса по математике от Фонда Саймонса в 2014 и 2020 годах.